# Принц із Беверлі-Гіллз
«Принц з Беверлі-Гіллз» (англ. The Fresh Prince of Bel-Air) — популярний американський комедійний серіал, показаний у 1990-1996 роках на каналі NBC. У головній ролі Вілл Сміт, що виконує версію молодого себе. Вуличний підліток із Західної Філадельфії переїжджає жити до своїх багатих тітки і дядька в Беверлі-Гіллз. Серіал складається з шести сезонів.

## Сюжет
Вілл ріс у невеликому районі у Західній Філадельфії. Був звичайним хлопцем, грав у баскетбол, слухав хіп-хоп і т. д. Все було досить безхмарно, поки Вілл не вплутався в бійку з «великими дядьками». Після цього мама в терміновому порядку відправляє його до своєї рідної сестри, яка живе в районі Бел-Ейр.

## Акторський склад
| Актори              | Персонажі      |
| ------------------- | -------------- |
| Вілл Сміт           | Вілл Сміт      |
| Джеймс Ейвері       | Філіп Бенкс    |
| Джанет Г'юберт      | Вівіан Бенкс   |
| Дафна Максвелл Рейд | Вівіан Бенкс   |
| Альфонсо Рібейро    | Карлтон Бенкс  |
| Карін Парсонс       | Гіларі Бенкс   |
| Тетяна Алі          | Ешлі Бенкс     |
| Джозеф Марселл      | Джеффрі Батлер |
| Росс Беглі          | Нікі Бенкс     |